# 콩고 민주 공화국의 역사
1990년대에 발견된 콩고 민주 공화국의 인간 유해는 약 9만 년 전으로 거슬러 올라간다. 콩고, 룬다, 루바, 쿠바와 같은 최초의 실제 국가들은 14세기부터 사바나의 적도 숲 남쪽에 나타났다.
콩고 왕국은 14세기부터 19세기 초까지 현재의 콩고 민주 공화국 서부 지역을 포함하여 서아프리카와 중앙아프리카의 대부분을 지배했다. 당시 인구는 50만 명이었고 수도는 음반자콩구였다(마타디 남쪽, 오늘날의 앙골라). 15세기 후반에 포르투갈 선원들이 콩고 왕국에 도착했고, 이것은 포르투갈의 무역에 기반을 둔 왕의 권력과 함께 큰 번영과 통합의 시기를 이끌었다. 아폰수 1세(1506년~1543년)는 포르투갈의 노예 요청에 따라 인근 지역을 급습했다. 그의 죽음 이후, 그 왕국은 깊은 위기를 겪었다.
대서양 노예 무역은 대략 1500년에서 1850년 사이에 일어났으며, 아프리카 서부 해안 전체를 대상으로 했지만, 콩고강 주변 지역은 가장 극심한 노예화를 겪었다. 약 400km 길이의 해안선을 넘어 약 400만 명의 사람들이 노예가 되어 대서양을 건너 브라질, 미국, 카리브해의 설탕 농장으로 보내졌다. 1780년 이후, 미국에서 노예에 대한 수요가 증가하여 더 많은 사람들이 노예가 되었다. 1780년까지 매년 15,000명 이상의 사람들이 콩고 북부의 로앙고 해안에서 수송되었다.
1870년 영국의 탐험가 헨리 모턴 스탠리가 도착하여 현재의 콩고 지역을 탐사했다. 콩고 민주 공화국의 벨기에 식민지화는 1885년 레오폴 2세가 콩고 독립국을 설립하고 통치하면서 시작되었다. 그러나, 그러한 거대한 지역에 대한 사실상의 통제는 성취하는 데 수십 년이 걸렸다. 이러한 광대한 영토에 국가의 권력을 확장하기 위해 많은 전초기지가 건설되었다. 1885년, 백인 장교와 흑인 군인들이 있는 식민지 군대인 공안군이 세워졌다. 1886년 레오폴은 카밀 얀센을 벨기에 최초의 콩고 총독으로 임명했다. 19세기 후반, 다양한 기독교 선교사들(천주교와 개신교 포함)이 지역 주민들을 개종시키기 위해 도착했다. 1890년대에 마타디와 스탠리 풀 사이의 철도가 건설되었다. 1908년 벨기에 정부는 레오폴 2세로부터 이 지역의 지배권을 이양하고 벨기에령 콩고를 설립했다.
콩고 인민에 의한 봉기 이후, 벨기에는 항복했고 이것은 1960년에 콩고의 독립을 이끌었다. 그러나 카탕가국이 벨기에의 지원을 받아 독립을 시도하면서 지역 지도자들이 중앙 정부보다 더 많은 권력을 가지고 있었기 때문에 콩고는 여전히 불안정했다. 파트리스 루뭄바 총리는 냉전의 일환으로 소련의 도움을 받아 질서를 회복하려고 노력했고, 이로 인해 미국은 1965년 조제프 모부투 대령이 이끄는 쿠데타를 지지하게 되었다. 모부투는 빠르게 콩고의 완전한 권력을 장악했고 나라의 이름을 자이르로 바꾸었다. 그는 자신의 이름을 모부투 세세 세코로 바꾸면서 아프리카를 아프리카화하려고 했고, 아프리카 시민들이 그들의 서양 이름을 전통적인 아프리카 이름으로 바꾸도록 요구했다. 모부투는 1980년대 내내 성공적으로 자신의 통치에 대한 어떤 반대도 억누르려고 노력했다. 그러나 1990년대에 그의 정권이 약해지면서 모부투는 야당과 권력을 공유하는 정부에 동의할 수밖에 없었다. 모부투는 국가 원수로 남아 다음 2년 안에 선거를 치르겠다고 약속했지만, 끝내 성사되지 못했다.
제1차 콩고 전쟁 동안 르완다는 자이르를 침공했고, 이 과정에서 모부투는 힘을 잃었다. 1997년, 로랑데지레 카빌라가 정권을 잡고 콩고 민주 공화국으로 개명했다. 그 후, 제2차 콩고 전쟁이 발발하여, 많은 다른 아프리카 국가들이 참여했고 수백만 명의 사람들이 죽거나 추방당한 지역 전쟁이 일어났다. 카빌라는 2001년 그의 경호원에 의해 암살되었고 그의 아들 조제프 카빌라가 그의 뒤를 이어 2006년 콩고 정부에 의해 대통령으로 선출되었다. 조제프 카빌라는 재빨리 평화를 추구했다. 외국 군인들은 몇 년 동안 콩고에 머물렀고 조제프 카빌라와 야당 사이의 권력 공유 정부가 세워졌다. 조제프 카빌라는 이후 콩고 민주 공화국의 완전한 지배를 재개했고 2011년 논쟁적인 선거에서 재선되었다. 2018년 펠릭스 치세케디가 대통령으로 선출되었다.

## 초기 역사

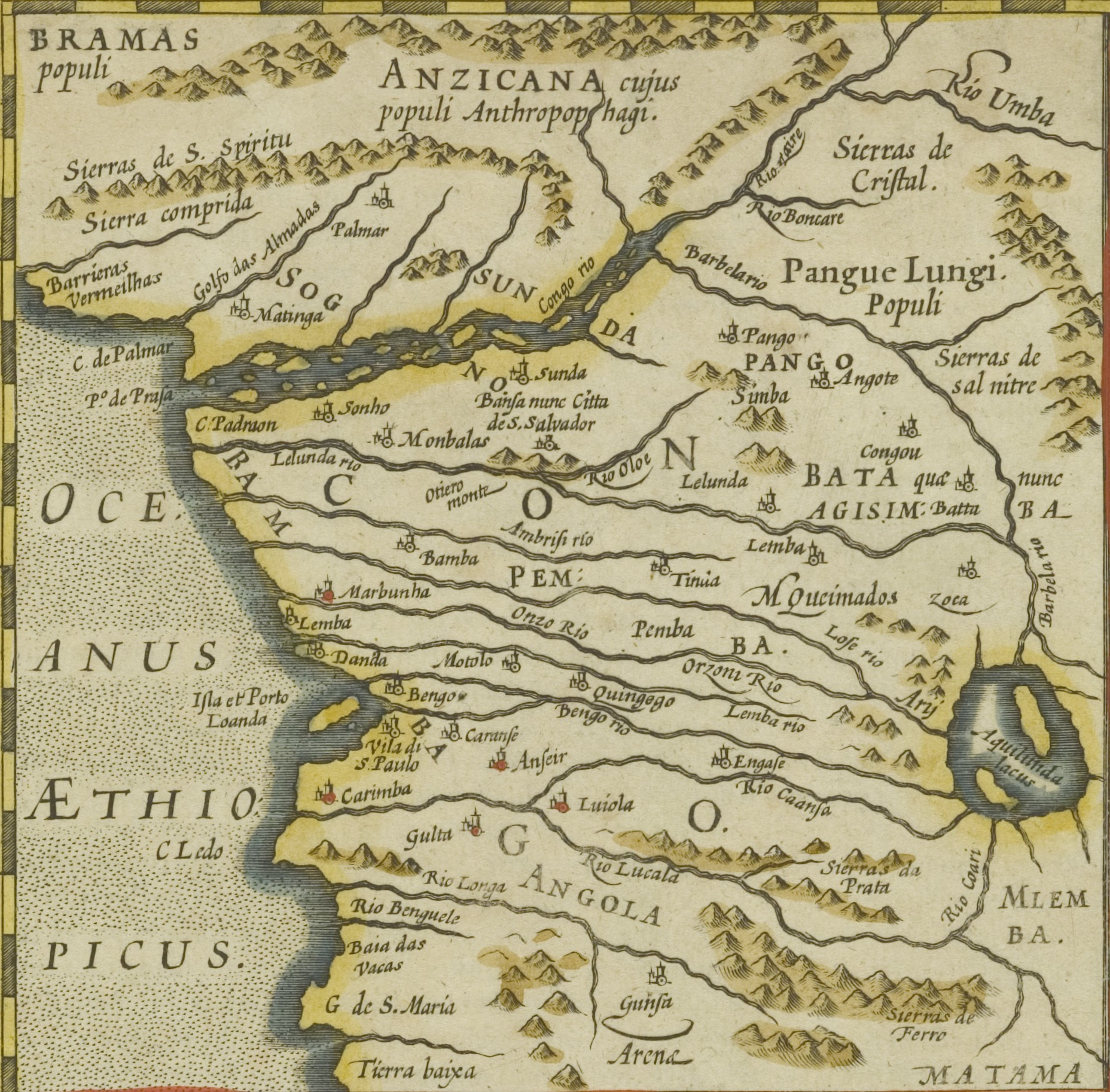
콩고 왕국 지도

1988년 카탄다에서 발견된 가장 오래된 철조망 작살 중 하나인 셈리키 작살이 발견된 것에서 알 수 있듯이, 현재 콩고 민주 공화국으로 알려진 이 지역은 일찍이 8만년 전에 사람이 살았다. 역사적으로 이 지역은 콩고, 콩고 독립국, 벨기에령 콩고, 자이르로도 알려져 있다.
콩고 왕국은 14세기부터 19세기 초까지 존재했다. 포르투갈이 도착하기 전까지 루바 왕국, 룬다 왕국, 몽고족, 테케 소왕국과 함께 이 지역의 지배적인 세력이었다.

## 식민지 지배

### 콩고 독립국 (1885년~1908년)
콩고 독립국은 벨기에의 레오폴 2세가 비정부기구인 국제 아프리카 협회를 통해 사적으로 지배한 국가이다. 레오폴은 유일한 주주이자 회장이었다. 이 주는 현재의 콩고 민주 공화국의 전 지역을 포함했다. 레오폴 2세 치하에서 콩고 독립국은 20세기 전환기에 가장 악명 높은 국제적 스캔들 중 하나가 되었다. 영국의 영사 로저 케이스먼트의 보고로 적어도 122명의 콩고 원주민을 총살한 벨기에 국적을 포함한 1900년 고무채취 원정에서 냉혈한 살인에 책임이 있던 백인 관리들이 체포되어 처벌받게 되었다. 총 사망자 수에 대한 추정치는 상당히 다양하다. 첫 인구 조사는 1924년에만 이루어졌기 때문에, 그 기간의 인구 손실을 계량화하는 것은 훨씬 더 어렵다. 로저 케이스먼트의 유명한 1904년 보고서는 천만 명을 추정했다. 케이스먼트의 보고에 따르면 무분별한 전쟁, 기아, 출생 감소, 열대성 질병 등이 이 나라의 인구 감소를 야기했다. 유럽과 미국의 언론사들은 1900년에 콩고 독립국의 상황을 대중에게 공개했다. 1908년 레오폴 2세는 벨기에령 콩고 식민지로 합병되었다.

### 벨기에령 콩고 (1908년~1960년)
1908년 11월 15일 벨기에 국왕 레오폴 2세는 콩고 독립국에 대한 개인적 지배권을 공식적으로 포기했다. 벨기에령 콩고는 벨기에 정부와 식민지의 직할령으로 바뀌었다.
벨기에의 콩고 통치는 국가, 선교사, 사기업 이익의 "식민지 삼위일체" (삼위일체 식민지)에 기반을 두고 있었다. 벨기에의 상업적 이익의 특권은 많은 자본이 콩고로 유입되고 개별 지역이 전문화된다는 것을 의미했다. 정부와 민간 기업의 이익은 밀접하게 연결되었고, 국가는 회사들이 파업을 깨고 원주민들에 의해 부과된 다른 장벽들을 제거하는 것을 도왔다. 이 나라는 식민지의 지배하에 전통적인 지도자가 유지되는 간접적인 통치 체제를 선호했던 영국과 프랑스와는 대조적으로 보금자리, 계층적으로 조직된 행정 구역으로 나뉘었고, 일정한 "토속적인 정책"에 따라 통일적으로 운영되었다. 또한 높은 수준의 인종 차별이 있었다. 제2차 세계 대전이 끝난 후 콩고로 이주한 많은 백인 이민자들은 사회 전반에서 왔지만 그럼에도 불구하고 항상 흑인보다 우월한 대우를 받았다.
1940년대와 1950년대에 콩고는 전례 없는 수준의 도시화를 경험했고 식민지 정부는 콩고를 "모범 식민지"로 만들기 위한 다양한 개발 프로그램을 시작했다. 아프리카 수면병과 같은 질병을 치료하는 데 주목할 만한 진전이 있었다. 이러한 조치의 결과 중 하나는 도시에 새로운 유럽화된 아프리카인 중산층의 개발이었다. 1950년대까지 콩고는 다른 아프리카 식민지보다 두 배나 더 큰 노동력을 가지고 있었다. 콩고의 풍부한 천연자원은 제2차 세계 대전 동안 미국의 핵 프로그램에 사용된 우라늄의 대부분을 콩고였다.

## 자이르 (1965년~1997년)

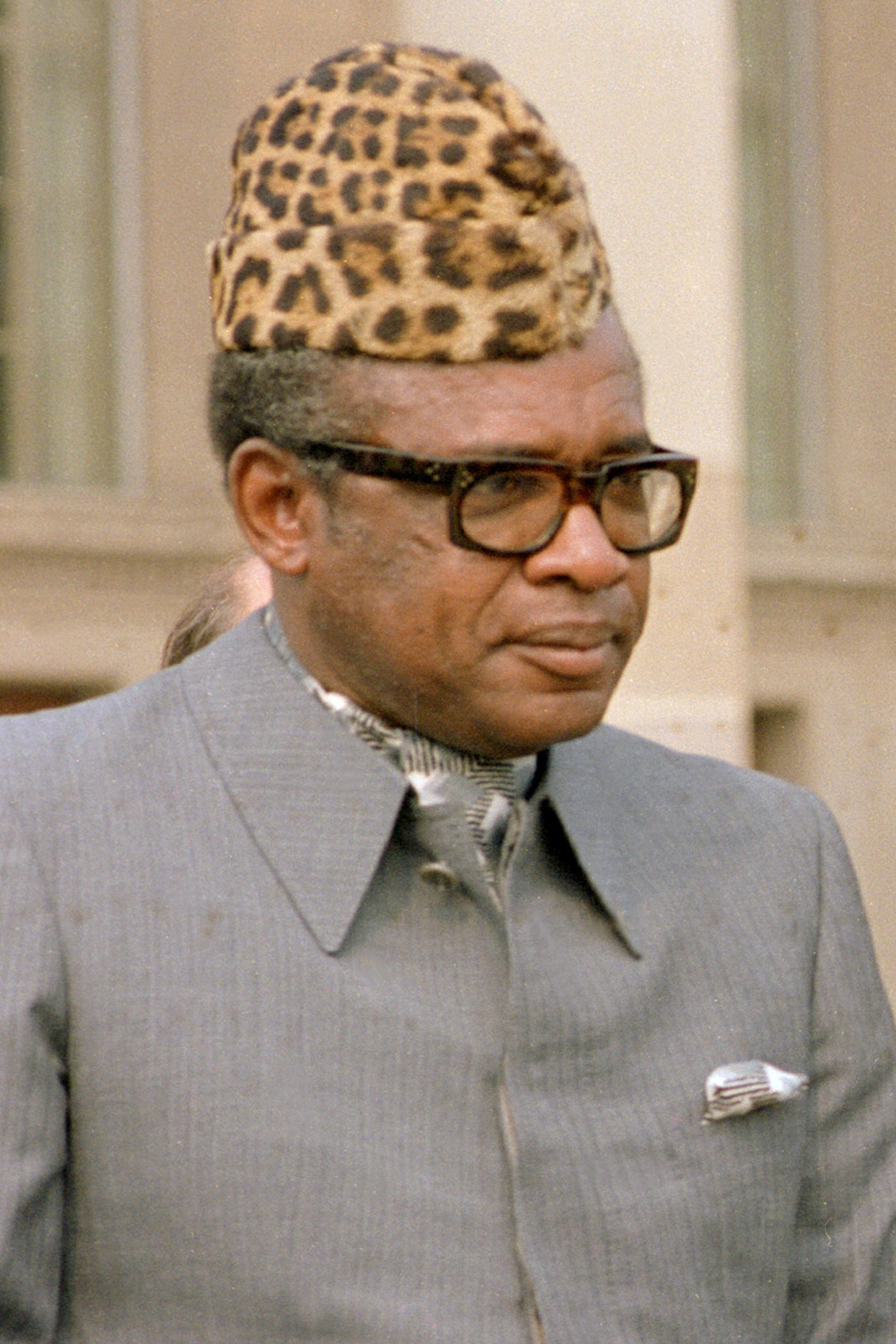
모부투 세세 세코 (1983년)

1965년 11월 당시 국가군 총사령관이었던 조제프데지레 모부투 중장이 정권을 장악하고 5년 동안 대통령직을 수행했다. 모부투는 1966년과 1967년 스탠리빌의 반란에도 불구하고 자신의 권력을 빠르게 공고히 했고, 1970년 7년 임기의 대통령으로 반대 없이 선출되었다.
1971년 모부투 대통령은 이 나라를 "자이르 공화국"으로 개명하고 시민들에게 아프리카 이름을 채택하고 프랑스어로 된 이름을 버릴 것을 요구했다. 포르투갈어로 "모든 강을 삼키는 강"을 뜻하는 콩고어로 "nzere" 또는 "nzadi"에서 유래했다. 다른 변화들 중에서 레오폴드빌은 킨샤사와 카탕가 샤바가 되었다.
1977년과 1978년 앙골라 인민공화국에 본부를 둔 카탕간 민족해방반군이 샤바 1, 2차 공격을 감행할 때까지 비교적 평화와 안정은 우세했다. 이 반란군들은 프랑스와 벨기에 낙하산 부대와 모로코 군대의 도움으로 쫓겨났다. 아프리카 간 군대는 그 이후에도 한동안 그 지역에 남아있었다.
자이르는 1980년대에 일당제 국가로 남았다. 비록 모부투가 이 기간 동안 성공적으로 통제권을 유지했지만, 반대파들, 특히 연합의 민주사회진보연합(UDPS)이 활동했다. 모부투가 이 집단들을 진압하려는 시도는 국제적인 비판을 불러 일으켰다.
냉전이 종결됨에 따라 모부투에 대한 내부 및 외부 압력이 증가하였다. 1989년 말과 1990년 초, 모부투는 일련의 국내 시위, 그의 정권의 인권 관행에 대한 국제적 비난, 비틀거리는 경제, 그리고 정부 부패에 의해 약화되었다.
1990년 4월, 모부투는 자유 선거와 헌법을 가진 제한된 다당제에 동의하면서 제3공화국을 선포했다. 개혁의 세부 사항들이 지연되자, 1991년 9월 군인들은 임금 체불에 항의하기 위해 킨샤사를 약탈하기 시작했다. 2천명의 프랑스와 벨기에 군대가 킨샤사에 있는 2만 명의 위험에 처한 외국인들을 대피시키기 위해 도착했다.
1992년, 이전과 비슷한 시도들 이후, 오랫동안 약속된 주권 국가 회의가 다양한 정당들로부터 2,000명 이상의 대표들을 포함하는, 개최되었다. 이 회의는 스스로 입법권을 부여하고 대주교 로랑 몬센보 파시냐를 의장으로 선출하였으며, 에티엔 치세케디 UDP 지도자와 함께 총리로 선출되었다. 그해 말에 모부투는 자신의 총리와 경쟁하는 정부를 만들었다. 1994년 모부투가 국가원수로, 레옹 켄고가 총리로 취임하면서 두 정부의 합병이 성사되었다. 이후 2년 동안 대통령 선거와 입법 선거가 반복적으로 예정되어 있었지만, 결코 실시되지 않았다.

## 계속되는 충돌
국가와 세계 최대 규모의 유엔 평화유지군이 광대한 나라 전체에 안보를 제공하지 못함에 따라 2018년까지 세계에서 가장 많은 120개의 무장 단체가 출현하게 되었다. 무장단체들은 종종 동콩고의 광물자원에 관심이 있는 지방정부의 지원을 받거나 대리인으로 비난 받는다. 일부 사람들은 국군의 안보 부족의 상당 부분이 의리의 대가로 군대가 불법 벌목과 광업으로부터 이익을 얻도록 내버려둔 정부측에서 전략적인 것이라고 주장한다. 다른 반란 단체들은 종종 민족별로 민간인을 목표로 하고 민병대는 종종 "마이마이"라고 알려진 민족 지역 민병대를 지향하게 된다.

## 같이 보기
- 아프리카의 역사